# La Tour-du-Crieu
La Tour-du-Crieu é uma comuna francesa na região administrativa de Occitânia, no departamento de Ariège.